# 금정로 (부산)
금정로(金井路)는 부산광역시 금정구 장전동에서 구서동까지 이르는 부산광역시도로 총 연장은 2.595 km이다. 또한 이 도로는 부산광역시도 제6108호선의 일부를 이룬다.

## 유래
이 도로명은 경부고속도로의 진출입 도로이자 금정구의 초입부를 진입하는 도로의 특성을 반영한 것에서 유래되었다.

## 노선 정보
- 총 연장 : 2.595 km
- 기점 : 부산광역시 금정구 장전동 609-15 (교차로 미상 = 온천장로와 직결, 식물원로와 교차)
- 종점 : 부산광역시 금정구 구서동 84-16 (구서 나들목 = 경부고속도로와 직결, 중앙대로와 교차)

## 지리

### 통과하는 지자체
- 금정구
  - 장전2동 - 장전1동 - 구서1동

### 접촉하는 도로
- 온천장로 (부산광역시도 제6108호선)
- 식물원로 (부산광역시도 제6105호선)
- 장전로
- 부산대학로
- 장전온천천로
- 중앙대로 (국도 제7호선,  아시안 하이웨이 6호선)
- 경부고속도로 ( 아시안 하이웨이 1호선)

### 구조물 및 연계 철도역
- 지하차도 : 장전지하차도
- 고속도로 나들목 : 구서 나들목
- 연계 철도역 : 부산 도시철도 1호선 - 장전역